# Crkva na Vidoštaku
Crkva na predjelu Vidoštaku je predromanička crkva kod sela Poprata. U njenim je ostatcima pronađen kameni reljef Gospe s Isusom koji datira iz 11. stoljeća. Jedan je od najvažnijih do danas primjera ranosrednjovjekovne umjetnosti na tlu BiH.
Iskopana je oko 3 km zapadno od Stoca, kod izvora Vidoštak. Vrlo je slična crkvi na Paniku kod Bileće, a koja je zbog rimskog građevinskog materijala i arhitektonskih elemenata pronađenih na tom mjestu dugo smatrana poganskim hramom. Među njenim ruševinama pronađen je kameni ulomak s primitivno urađenim reljefom Gospe s Isusom u naručju koji nije moguće pripisati određenom stilu i razdoblju, stoga se pretpostavlja da je bio dio crkve, možda kao dio ciborija ili zabata oltarske pregrade. Na reljefu su prikazane glave Gospe i Isusa, prislonjene jedna uz drugu oko kojih je kružna aureola u obliku tordirane vrpce (čest motiv na stećcima). Još su dvije vrpce: jedna se spušta niz lijevo rame Gospe, a druga je lijevo od ramena u okomitom položaju. Glave čine okrugle plohe, malo sužene prema bradi; oči su prikazane kao ovali između kojih se spuštaju trokutno prikazani nosevi, bez prikaza usta i ušiju.
Prikaz s ovog kamenog reljefa preuzet je i repliciran na pločama koje su postavljene na svim župnim crkvama Trebinjsko-mrkanske biskupije prigodom proslave tisućite godišnjice postojanja biskupije, te stogodošnjice trebinjske crkve. Autor likovnog rješenja ploče je mostarski umjetnik Florijan Mićković.